# بيرث بورغكان
بيرث بورغكان (بالفرنسية: Berthe Burgkan)‏، (1855–1936) رسامة فرنسية. عرفت بلوحاتها ذات موضوعات الزهور والجنس.

## السيرة الذاتية
ولدت بيرث في باريس عام 1855. والتحقت بمدرسة الفنون الجميلة حيث درست مع غوستاف بولانغير وفي أكاديمية جوليان مع جول جوزيف ليفيفري وتوني روبرت-فلوري.
عرضت لوحاتها في صالون (باريس)منذ 1878 حتى 1920. كما عرضت لوحاتها في «معرض فنون النساء». عام 1883 أصبحت بيرث عضواً في جمعية الفنانين الفرنسيين. عرضت أعمالها في متحف العلوم والصناعات في شيكاغو عام 1893 في المعرض العالمي الكولومبي.
توفيت عام 1936.

## وصلات خارجية
- صور لوحات بيرث بورغكان على artNET